# Richart Báez
Richart Báez (* 31. července 1973,Asunción ) je bývalý paraguayský fotbalista a reprezentant.

## Reprezentace
Richart Báez odehrál 26 reprezentačních utkání. S paraguayskou reprezentací se zúčastnil Mistrovství světa 2002.

## Statistiky
| Paraguay | Paraguay | Paraguay |
| Roky     | Záp.     | Góly     |
| -------- | -------- | -------- |
| 1995     | 8        | 1        |
| 1996     | 5        | 0        |
| 1997     | 6        | 1        |
| 1998     | 1        | 0        |
| 1999     | 1        | 0        |
| 2000     | 3        | 0        |
| 2001     | 0        | 0        |
| 2002     | 2        | 0        |
| Celkem   | 26       | 2        |